# 10 let Oktiabria
10 let Oktiabria (ros. 10 лет Октября) – wieś w Rosji, w Kraju Ałtajskim, w rejonie nowiczichinskim. W 2010 liczyła 409 mieszkańców.